# Constant Tonegaru
Constant Tonegaru (n. 26 februarie 1919, Galați, România – d. 10 februarie 1952, București, România) a fost un poet român care a făcut parte din al doilea val al avangardei literare românești și din decadentism, și care și-a sfârșit cariera ca deținut politic și victimă a regimului comunist.
Cunoscut pentru stilul boem, poemele sale erau caracteristice generației celui de-Al Doilea Război Mondial din literatura română și strâns legate de lucrările prietenilor săi, Geo Dumitrescu, Dimitrie Stelaru și Ion Caraion. Împreună cu ei, Tonegaru reprezintă unul din ultimele valuri care au trecut prin Sburătorul, o societate literară modernistă formată în jurul criticului literar Eugen Lovinescu.
În același măsură antifascist și anticomunist, Tonegaru a participat la activități culturale subversive împotriva regimului autoritar a lui Ion Antonescu și a contribuit la revista Albatros a lui Geo Dumitrescu până când aceasta a fost închisă de aparatul de cenzură al lui Antonescu. Înainte de 1945, a publicat în revista Kalende a lui Vladimir Streinu și a finalizat lucrările la volumul său Plantații, din care o mare parte a fost dedicată imaginilor șocante ale războiului pe Frontul de Est. După ce Uniunea Sovietică a început să ocupe România, Tonegaru a fost un critic deschis al persecuției culturale și, alături de scriitorii Streinu, Pavel Chihaia și Iordan Chimet, a creat Asociația Mihai Eminescu, o organizație caritabilă și un forum cultural al cărui scop era să ajute autorii marginalizați.
Implicat într-un proces al luptătorilor din rezistența anticomunistă, Constant Tonegaru a fost condamnat la doi ani și trimis la închisoarea Aiud, unde oribilele condiții de trai l-au dus la o boală pulmonară severă. A murit la scurt timp după eliberare și a fost recuperat în totalitate ca poet numai după Revoluția Română din 1989, în mare parte datorită prietenilor săi, Chimet, Chihaia și Barbu Cioculescu. Biografia lui Tonegaru este adesea descrisă ca fiind un simbol al sorții întregii sale generații, care a fost decimată de persecuția comunistă și i-a împiedicat să se afirme cultural.

## Biografie

### Primii ani
Născut într-o familie din clasa mijlocie de la portul dunărean Galați, Tonegaru a fost fiul unui avocat, căpitan de nave și poet amator, care și-a cultivat gustul pentru literatură și pe care Constant l-a însoțit în excursii în Grecia, Turcia și Egipt. Deși era un bărbat extrem de înalt, tânărul Tonegaru a fost afectat de probleme de sănătate și s-a născut cu stenoză mitrală.
Și-a început educația în orașul natal, absolvind școala primară din orașul învecinat, Brăila, și a absolvit învățământul secundar la București, la liceul Bisericii Evanghelice-Luterane (1931-1931), la Colegiul Național "Sfântul Sava" (1932-1935) și, în cele din urmă, la Liceul de băieți Libros din București.(1935-1936). A debutat ca jurnalist la vârsta de 17 ani, când a publicat mai multe articole în revista Neamul Românesc condusă de Nicolae Iorga.  Viața i s-a schimbat dramatic după ce tatăl a fost condamnat pentru o crimă pasională, un eveniment care l-a pus pe tânărul Tonegaru în situația de a-și sprijini financiar mama, forțându-l să se angajeze la compania feroviară. Între anii 1939 și 1943 a fost angajat de către Poșta Română, la Oficiul liniilor București I.
Atras de mediul boem și publicându-și poemul de debut, Nocturnă fluvială, în 1942, într-o ediție a revistei regionale Expresul de Brăila, Tonegaru s-a întâlnit și împrietenit cu poeții Stelaru și Cioculescu,  frecventând moderniștii la Sburătorul. Opera sa a devenit mai experimentală și s-a concentrat pe scrierea de poezii.
Tonegaru a devenit mai bine cunoscut publicului, în mare parte datorită aprecierii activității sale de către criticul literar Vladimir Streinu, care, de asemenea, l-a ajutat pe poet să-și găsească un loc de muncă ca dactilograf în cadrul Ministerului Educației  (un loc de muncă unde a stat între 1943 și 1944). Pe atunci, era o figură populară pe scena literară și, potrivit istoricului literar Alex. Ștefănescu, iubit pentru "candoarea și  umorul lui, cu stângăcia care îi evidențiază necontenit onestitatea de fond". Printre tinerii autori care l-au privit cu simpatie s-au numărat și Pavel Chihaia, Iordan Chimet, Mihail Crama, și Ben Corlaciu. De asemenea, Tonegaru a fost apropiat de actorul Tudorel Popa.

### Activismul din Al Doilea Război Mondial
Ca și Stelaru, Ion Caraion, Geo Dumitrescu și câțiva alți tineri scriitori, Tonegaru se opunea structural naționalismului, fascismului și militarismului, și a pus la îndoială dictatura de război a lui Ion Antonescu, precum și angajamentul cu Puterile Axei. Ei au lucrat împreună la revistă rebelă Albatros a lui Dumitrescu, pe care regimul Antonescu a interzis-o după o serie de probleme. Tonegaru a colaborat, de asemenea, la Kalende lui Streinu, o revistă mai convențională publicată în anii războiului.
La sfârșitul anului 1944, după lovitura de la 23 August, Tonegaru și Stelaru au devenit figuri dominante ale unei societati boeme centrate asupra restaurantelor din zona Gării de Nord, creând legături între ei și studenții Academiei de Arte din București. Sculptorul Ovidiu Maitec, care era familiarizat îndeaproape cu membrii acestui cerc, și-a reamintit: "Unul dintre [poeți] era îndrăgostit de o colegă de-a noastră. Povești cu tentative de sinucideri. Ne amuzam. Apăreau o vreme, apoi dispăreau.[...] Boemia pe atunci [...] era căutarea unei eliberari, a unei băi de sinceritate, și nu ipocrizie totală. Asta era nevoia acestei boemii. Nu neapărat a tipului marginalizat sau sărac. Ei credeau că sunt mult mai liberi, mult mai sinceri, mult mai autentici față de condiția lor, față de creația lor. Erau tipi fermecători, ca Tonegaru sau Stelaru, fermecători prin inteligența și jocul spiritului din nopțile de beție, în care se pierdeau, dar comunicau."
După ocuparea României de către Uniunea Sovietică, Constant Tonegaru a rămas avocat al libertății, alarmat de comunism și de începerea persecuției politice. În 1945, el, Chimet și Chihaia, după ce au asistat la debutul persecuției politice, au înființat Asociația Mihai Eminescu, care a funcționat ca o organizație caritabilă ce a oferit fonduri pentru intelectualii anticomuniști marginalizați și a stabilit contacte cu aliații occidentali. Proiectul i-a implicat, de asemenea, pe Streinu, pe secretarul Nunțiaturii Catolice din România și pe tatăl lui  Todorel Popa, medicul Grigore T. Popa, pe atunci decan al Facultății de Medicină. În același an, Tonegaru a primit Premiul scriitorilor tineri, acordat de Editura Fundațiilor Regale, o editură de prestigiu, pentru volumul de versuri "Plantații".  Volumul a fost dedicat mentorului său, Streinu.
Activitățile lui Tonegaru l-au adus în atenția oficialilor. La sfârșitul anului 1946, după ce Grigore T. Popa a fost forțat să se ascundă, Tonegaru însuși s-a implicat în mai multe activități clandestine, organizând întruniri anticomuniste la care au participat sau au fost găzduiți intelectuali disidenți, cum ar fi Gheorghe Anghel, Petru Comarnescu, Vladimir Ghika și Dinu Pillat. Suspectând că locuința lui Tonegaru a fost pusă sub supraveghere, Asociația Eminescu a decis în cele din urmă să se despartă și să mențină activitatea la minimum, acordând asistență doar cazurilor disperate. Curând după ce regimul comunist a fost înființat la sfârșitul anului 1947 - începutul anului 1948, valul arestărilor a atins și membrii grupului, în timp ce Tonegaru a continuat să se expună.

### Închisoarea și moartea
În martie 1949, a fost arestat de poliția secretă a regimului, Securitatea. Acesta i-a descoperit numele în timp ce investiga conexiunile Bucureștiului cu mișcarea de rezistență armată. La sfârșitul anului 1948, Tonegaru a obținut un pachet de la Crucea Roșie belgiană pentru Teohar Mihadaș, poet și fost membru al Gărzii de Fier fasciste, care, la rândul lui l-a dăruit unui luptător anticomunist în Bistrița natală. Ulterior, prins de Securitate, Mihadaș a fost torturat până când și-a implicat conexiunile sale.  Potrivit unei relatări, ofițerii de la Securitate care au percheziționat mansarda lui Tonegaru l-au tratat ca un instigator și, după ce au interpretat greșit o bucată de hârtie pe care poetul schițase o poezie intitulată "Pistolul lui Werther", l-au presat să predea pistolul și l-au bătut în mod repetat cu cravașa.
Odată dus la închisoare la Bistrița, Constant Tonegaru a fost atribuit ofițerului de Securitate Viorel Gligor, care l-a inclus în același lot cu alte aproximativ 75 de persoane, așa-numitul lot de partizani, toți fiind deja supuși bătăilor și forțați să-și mărturisească apartenența la organizația anticomunistă "Garda Albă", care urmărea să-l aducă înapoi pe regele Mihai I. Acuzat de "hrănirea banditilor", Tonegaru a ajuns când dosarul fusese deja încheiat și, prin urmare, a fost cruțat de violență, dar a fost obligat să-și petreacă detenția într-o celulă rece, unde putea doar să doarmă doar pe un pat de ciment. A fost reținut fără proces în următoarele opt luni, ceea ce a încălcat chiar legislația restrictivă adoptată de parlamentarii comuniști. Asociația Eminescu a fost în întregime condamnată de Securitate, care a considerat-o "un grup de sabotori și spioni care slujeau Vaticanul și alte puteri străine", în timp ce Tonegaru a fost oficial acuzat de "conspirație împotriva securității statului". Odată ce implicarea lor în activitățile Asociației a fost suspectată de securiști, atât Chihaia, cât și Chimet au fost forțați să iasă din viața profesională și și-au petrecut următorul deceniu în marginea societății. Potrivit criticului literar Paul Cernat, rezistența lui Tonegaru la interogatoriile violente le-a salvat viețile.
La sfârșitul anului 1949, a fost judecat la Cluj și condamnat la doi ani de închisoare, care a fost considerată o pedeapsă mai ușoară decât era de așteptat. În timpul procesului, Tonegaru a ridiculizat acuzațiile aduse împotriva lui, adresându-i judecătorului Zeno Barbu o promisiune că "pe viitor va căuta să ocolească pe cât îi va sta în putință zonele muntoase ale țării și că va umbla cu predilecție pe câmp". Tonegaru și tovarășii lui de suferință au fost înlănțuiți și duși la închisoarea din Aiud, o unitate care a găzduit o mare parte din fosta elită politică și socială a României. Folosind o versiune adaptată a codului Morse, pe care îl va bate în pereți, Tonegaru a aflat curând că îi are ca vecini pe Mircea Vulcănescu, Radu Demetrescu Gyr, Alexandru Constant, Ernest Bernea, Ghiță Popp, Nichifor Crainic.
Prost hrănit și expus la climatul rece,  în cele din urmă Tonegaru s-a îmbolnăvit de o boală pulmonară marcată de crize severe de hemoptizie.  Mama lui a făcut încercări repetate ca fiul ei să fie grațiat, dar nu a primit un răspuns favorabil. După doi ani, pentru a nu fi considerate responsabile pentru moartea sa, oficialii închisorii nu i-au mai prelungit sentința cu un an drept "pedeapsă administrativă" și i-au permis lui Tonegaru să plece. Poetul a murit curând, ca urmare a complicațiilor, și a fost înmormântat la cimitirul Sfânta Vineri din București. Criticul Ioan Stanomir menționează o "umilire finală" la care regimul l-a expus pe Tonegaru, episod relatat de Chihaia, care a fost prezent la înmormântare: trupul poetului s-a descompus în casă în timpul celor patru sau cinci zile cât i-a luat Primăriei să-i aloce un sicriu, iar cel pe care l-a trimis în cele din urmă, a fost semnificativ mai scurt decât era necesar.

## Operă
- Plantații, București, Fundația Regală pentru Literatură și Artă, 1945
- Steaua Venerii, ediție îngrijită și prefață de Barbu Cioculescu, București, Editura pentru Literatură, 1969
- Plantația de cuie,  ediție, studiu critic, note și variante de Barbu Cioculescu, București, Editura Vinea, 2003